# Pustel

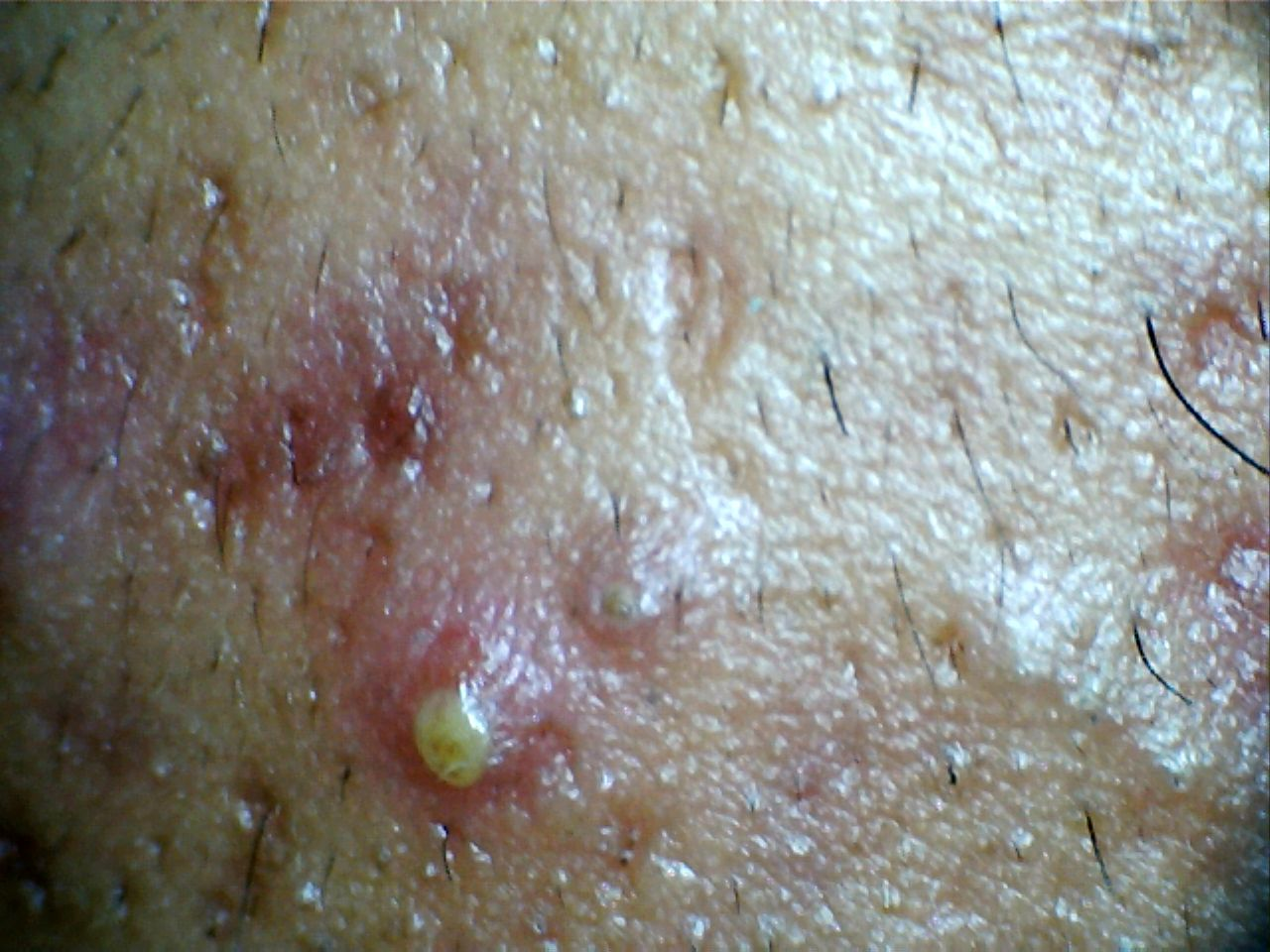
een pustel of puistje

Een pustel of puistje (Latijn: pustula) is een met pus gevuld, oppervlakkig gelegen blaasje in de huid. De benaming van deze efflorescentie (huidfenomeen) wordt gebruikt om huidaandoeningen te beschrijven.
Het moet onderscheiden worden van andere efflorescenties als de vesikel, wat een met helder vocht gevuld blaasje is, en een papel, een knobbelvormige verhevenheid van de huid.

## Infectieuze pustels
- Meestal ontstaat de pustel in een haarzakje. Een ontstoken haarzakje heet folliculitis. Dit kan gebeuren door:
  - bacteriën, bijvoorbeeld Staphylococcus aureus of gram-negatieve bacteriën
  - dermatofyten, bv. Trichophyton rubrum bij tinea capitis (schimmelinfectie van het haar)
  - gisten, bv. Malassezia furfur: pityrosporon folliculitis
  - parasieten (bv. haarfollikelmijt): demodex-folliculitis (geeft zelden pustels)
  - In het geval van mee-eters bij acne zorgt afsluiting van het haarzakje en ophoping van talg voor omstandigheden waarin opportunistische bacteriën (zoals Propionibacterium acnes) kunnen gedijen. De mee-eter ontwikkelt zich tot pustel.
  - Follikels kunnen ook zonder micro-organismen (dus steriel) ontstoken raken, bv. als bijwerking van geneesmiddelen.
- krentenbaard is een oppervlakkige huidinfectie veroorzaakt door (meestal) Staphylococcus aureus, die gepaard gaat met pustels. Deze pustels kunnen zich ook buiten haarzakjes om ontwikkelen.
- Als huidaandoeningen met blaasjes gepaard gaan (bv. koortslip), kunnen bacteriën (in tweede instantie) een ontsteking in de blaasjes veroorzaken; de blaasjes ontwikkelen zich tot pustels. Dit heet een secundaire infectie of 'impetiginisatie'.

## Niet-infectieuze pustels
Er is een aantal aandoeningen met pustels op/in de huid waarbij geen micro-organismen gevonden kunnen worden. Enkele daarvan zijn varianten van de huidziekte psoriasis: psoriasis pustulosa.
- varianten van psoriasis pustulosa:
  - gegeneraliseerde psoriasis pustulosa
  - ziekte van Andrews-Barber: chronisch recidiverende pustels gelokaliseerd aan handen en voeten
  - acrodermatitis continua van Hallopeau: chronisch recidiverende pustels, gelokaliseerd aan de vingertoppen (soms aan de tenen).
- pustuleuze variant van IgA-pemfigus.
- ziekte van Sneddon-Wilkinson (subcorneale pustulaire dermatose): pustels over het hele lichaam. De pustels ontstaan vlak onder de hoornlaag (= subcorneaal).
- acute gegeneraliseerde exanthemateuze pustulose (AGEP): acute uitbraak van pustels als reactie op geneesmiddelen, niet duidelijk geassocieerd met psoriasis.
- eosinofiele pustuleuze folliculitis (HIV-geassocieerd, dan wel spontaan)

Een aantal aandoeningen die speciaal bij baby's voorkomen, gaat met steriele pustels gepaard:
- erythema toxicum neonatorum
- eosinofiele pustuleuze folliculitis bij kinderen
- acropustulosis of infancy